# Trachypithecus johnii
Il langur del Nilgiri (Trachypithecus johnii (J. Fischer, 1829)) è una scimmia del Vecchio Mondo della  famiglia Cercopithecidae, endemica dell'India meridionale.

## Distribuzione e habitat
Vive sulle colline dei Nilgiri, nella zona dei Ghati occidentali. Il suo areale comprende inoltre il Kodagu, nel Karnataka, le Palani Hills, nel Tamil Nadu, e molte altre zone collinari del Kerala.

## Descrizione
Questo primate ha il corpo ricoperto da un lucido mantello nero, il quale si fa bruno dorato sulla testa. Nelle dimensioni e nella lunghezza della coda è simile ai langur grigi. Le femmine hanno una macchia di pelo bianco all'interno delle cosce.

## Biologia
Vive in gruppi composti da cinque a 16 esemplari. Questo animale è spesso visto avvicinarsi ad aree agricole. La sua dieta comprende frutta, germogli e foglie.

## Conservazione
La IUCN red list classifica Trachypithecus johnii come specie vulnerabile.

È minacciata dalla deforestazione e dal bracconaggio per la sua pelliccia e la sua carne, ritenuta portatrice di proprietà afrodisiache.